# Phouvong
Phouvong es un distrito de la provincia de Attapeu, Laos. A 1 de marzo de 2015 tenía una población censada de 14 202 habitantes.
Se encuentra ubicado al sur del país, cerca de la frontera con Camboya y Vietnam.